# 華吹大作
華吹 大作（はなかぜ だいさく、1970年5月28日 - ）は、東京都足立区出身で立浪部屋に所属した元大相撲力士。本名は山口 大作（やまぐち だいさく）。最高位は東三段目18枚目（2003年11月場所）。

## 経歴・戦績
1986年3月場所初土俵。7代立浪（元小結・旭豊）よりも年齢は2歳下であるが、土俵歴は1年先輩である。元横綱・双羽黒や元横綱・北勝海（現：八角日本相撲協会理事長）の現役時代を知る数少ない人物でもある。
序ノ口で迎えた1986年11月場所を全休し番付外に陥落するも、翌1987年1月場所で即前相撲から復帰。建て替えた大阪府立体育会館で最初に相撲を取った力士で勝ち名乗り1号である。ただ復帰3月場所は負け越したが、新序力士数の関係から翌5月場所は序二段に昇進。翌7月場所には序ノ口の土俵で自身初めての勝ち越しを決める。1988年9月場所以降は序二段に定着した。
1994年9月場所には初土俵より8年かかって三段目に昇進する。1997年1月場所から2年ほどは三段目に定着していたものの、それ以外は序二段と三段目の往復を続け、2022年1月場所の引退まで「序二段から三段目の昇進」をのべ19回記録した。
西三段目74枚目で迎えた2003年9月場所では一番相撲から若東龍・魁松山・双瀬川らと並んで6連勝、7番相撲に勝てば新幕下昇進、更に優勝決定戦に勝てば三段目優勝の可能性もあったが、7番相撲で双瀬川に敗れ、いずれも実現しなかった。翌11月場所ではおよそ6年ぶりに自己最高位を更新したものの自身2度目の7戦全敗（最初は平成最初の平成元年初場所）で終え、結果的にこの場所の番付である東三段目18枚目を更新することはなかった。
2011年5月技量審査場所を最後に当時の最年長力士であった栃天晃が引退したため、翌7月場所より、現役最年長力士となり、2015年7月場所に同期の北斗龍と共に栃天晃の現役在位記録を更新した。更に2017年5月場所では北斗龍を抜き現役在位記録の単独1位となった。
2012年9月場所で力士褒賞金の金額が68円0銭となり、一ノ矢が持っていた最高位が三段目以下の力士の力士褒賞金額記録を更新。
30代後半を迎えて以降は序二段に在位する頻度が高くなったものの、45歳11ヶ月で迎えた2016年5月場所では序二段上位で5勝2敗の成績を修め、昭和以降最高齢での三段目昇進を決めた。
2017年3月場所、当場所3連敗を喫し負け越しの危機に瀕してから3連勝を達して迎えた14日目の7番相撲で、山響部屋の奄美岳と対戦。約5分に亘る力相撲の果てに二番後取り直しとなり、取り直しの相撲で送り出して勝ち、逆転の勝ち越しを決めた。
2017年5月場所の千秋楽となる5月28日に満47歳となり、一ノ矢（引退時46歳11ヶ月）を抜いて昭和以降の最高齢力士となった。2017年7月場所2日目の1番相撲で輝の里と対戦し、合計年齢86歳という最高齢記録を達成した。
平成時代の全181場所（1989年1月場所 - 2019年3月場所）は全て序二段以上に在位したが、平成最後の本場所となった2019年（平成31年）3月場所では自身3度目の7戦全敗を喫し、令和最初の本場所となった2019年（令和元年）5月場所の番付は西序ノ口4枚目となり、昭和時代の1988年（昭和63年）7月場所以来、約31年ぶりに序ノ口へ転落した。
2019年5月場所は西序ノ口4枚目で迎え、2日目に1番相撲で高田川部屋の松ヶ島に勝利した。この相撲に出場したことによって昭和、平成、令和の3時代で本場所の相撲を取った唯一の力士となった。
2020年5月28日に50歳となり、昭和以降で初となる、50歳の現役力士となった。現役力士が50歳を迎えるのは1905年（明治38年）5月の鬼ヶ谷才治以来115年ぶり、また50代以上の現役力士が在籍する場所は1909年（明治42年）6月以来111年ぶりとされ、高齢に関する記録に注目が集まった（ただし昭和以前の記録の正確性や、現代との制度の連続性に留意する必要はある）。
2020年7月場所初日の1番相撲で天一と対戦（1996年7月場所以来24年ぶり）、合計年齢92歳と昭和以降の最高齢記録を更新。6日目の宇瑠寅との対戦で挙げた白星は、50代の力士として112年ぶりと報じられた。この場所は2勝5敗と負け越したが、50代力士の本場所皆勤は、1906年（明治39年）1月場所の鬼ヶ谷以来114年ぶりという。2021年1月21日には同年初場所12日目で勝ち越しを決め、1905年（明治38年）5月場所の若木野以来116年ぶりの、50歳以上の力士による勝ち越しとなった。
50歳を迎える前に引退の話も出て、師匠も2020年7月場所後に「もうそろそろ、という話も正直ある」と話していたが、2019新型コロナウイルス感染拡大の影響で華吹が働く予定の職場の受け入れ態勢が整わず、引退時期が延びたとされる。結果的に前述の高齢記録が樹立された格好となった。
西序二段77枚目で迎えた2021年3月場所では、3連敗後8日目の4番相撲で同場所初勝利を挙げ、通算勝利数を669勝（764敗）として元横綱朝青龍に並び、その後10日目の取組で敗れ同場所負け越したものの、12日目の6番相撲に勝利し朝青龍の記録を超えた。またその前日に現役力士中通算2位の785勝を挙げていた横綱鶴竜が引退したこともあり、通算勝利数で白鵬、玉鷲に次ぐ現役力士3位となった。そして、2021年5月場所の7番相撲に勝利し、通算勝利数を673勝（770敗）として元横綱輪島に並んだ。
2022年1月場所、西序二段89枚目だったこの場所を最後に51歳7か月で現役を引退。華吹の引退によって昭和時代に入門した力士は1人も居なくなり、またこれにより最古参力士は澤勇、最年長力士は翔傑となった。神戸市に自らの四股名を付けた飲食店を開業する傍ら、広島県福山市のタクシー会社の社長が立浪部屋の後援会員と知己であった縁もあり、同年4月から同社に就職している。

## 人物・エピソード
- 所属部屋ではちゃんこ長を務め、若い衆の相談相手もしていた。特に料理の腕前は角界屈指で、日刊ゲンダイの相撲記者は「以前、華吹の作った醤油ベースのちゃんこ鍋を食べる機会があったが、まさに絶品でした」と評している[20]。
- 2021年1月場所の相撲ぶりについては日刊ゲンダイの相撲記者から「ただ、肝心の相撲は年齢を感じさせる。分厚いテーピングをしているヒザはもう限界。一応、四つ相撲なのだが、もはや型がどうこうというレベルではない」と言われた[20]。しかし師匠の7代立浪によると、現役晩年も土俵に上がる体づくりのためのトレーニングは欠かしていなかったという。現役生活約36年の間を、休場はわずか13日（1986年11月場所全休、1988年3月場所3休、2008年9月場所3休）であった[21]。
- ある親方は2021年1月場所の勝ち越しの要因について「なんで勝てたかと聞かれても……。考えられるとすれば、コロナ禍とはいえ華吹には30年以上の経験値がある。1年やそこら稽古に影響が出たところで、どうってことはないだろう。そもそもちゃんこ長ということは、年齢を抜きにしても稽古をする時間があまりない。周囲との差が縮まったということじゃないか」と語っていた[15]。
- 入門時のあこがれは千代の富士。千代の富士の影響から、現役時代は上手投げを積極的に行ったという報道もある[22]。
- 本人曰く大相撲入門前の習い事はどれも長続きしなかったとのこと[22]。
- 力士は運転禁止のため25年間ペーパードライバーであった。
- 平成後期以降は幕下以下の力士であっても取材があれば積極的に応じる傾向にあるが、華吹は記者が来ても番付を弁えてなるべく記者の前で話さないようにしていた。
- 宝塚歌劇団のファンで、東京宝塚劇場での同劇団の公演を長年観劇していた[23]。

## 略歴
- 初土俵：1986年3月場所
- 序ノ口：1986年5月場所
- 序二段：1987年5月場所
- 三段目：1994年9月場所
- 引退：2022年1月場所

## 記録
- 序二段から三段目の昇進19回
- 序二段以上在位198場所（1987年5月場所から）
- 通算在位213場所
- 30年10ヶ月ぶりの序ノ口陥落（2019年5月場所）
- 51歳での現役力士
- 昭和初土俵最後の力士

## 通算成績
- 生涯成績：683勝788敗13休（214場所）
- 通算在位214場所は史上単独1位

### 場所別成績
| | 一月場所 初場所（東京）   | 三月場所 春場所（大阪） | 五月場所 夏場所（東京） | 七月場所 名古屋場所（愛知） | 九月場所 秋場所（東京） | 十一月場所 九州場所（福岡） |
| --- | ------------------------- | ----------------------- | ----------------------- | --------------------------- | ----------------------- | --------------------------- |
| 1986年 （昭和61年） | x                         | （前相撲）              | 西序ノ口49枚目 2–5      | 西序ノ口50枚目 3–4          | 西序ノ口44枚目 3–4      | 東序ノ口32枚目 休場 0–0–7   |
| 1987年 （昭和62年） | （前相撲）                | 西序ノ口37枚目 3–4      | 西序二段152枚目 3–4     | 西序ノ口3枚目 4–3           | 西序二段126枚目 3–4     | 東序二段137枚目 2–5         |
| 1988年 （昭和63年） | 東序ノ口14枚目 2–5        | 東序ノ口19枚目 2–2–3    | 東序ノ口筆頭 3–4        | 西序ノ口8枚目 4–3           | 西序二段128枚目 3–4     | 西序二段143枚目 6–1         |
| 1989年 （平成元年） | 西序二段69枚目 0–7        | 東序二段125枚目 5–2     | 東序二段83枚目 3–4      | 西序二段108枚目 3–4         | 西序二段125枚目 4–3     | 西序二段85枚目 3–4          |
| 1990年 （平成2年） | 西序二段105枚目 4–3       | 東序二段72枚目 4–3      | 西序二段41枚目 1–6      | 東序二段87枚目 4–3          | 東序二段53枚目 3–4      | 西序二段70枚目 3–4          |
| 1991年 （平成3年） | 西序二段92枚目 4–3        | 東序二段58枚目 4–3      | 西序二段34枚目 3–4      | 西序二段52枚目 4–3          | 東序二段27枚目 2–5      | 西序二段50枚目 4–3          |
| 1992年 （平成4年） | 西序二段30枚目 2–5        | 西序二段62枚目 2–5      | 東序二段100枚目 4–3     | 西序二段72枚目 4–3          | 東序二段51枚目 5–2      | 西序二段10枚目 2–5          |
| 1993年 （平成5年） | 東序二段42枚目 2–5        | 西序二段77枚目 6–1      | 東序二段8枚目 3–4       | 西序二段27枚目 3–4          | 東序二段47枚目 3–4      | 西序二段65枚目 5–2          |
| 1994年 （平成6年） | 西序二段34枚目 3–4        | 西序二段57枚目 2–5      | 東序二段85枚目 6–1      | 西序二段14枚目 4–3          | 西三段目93枚目 3–4      | 西序二段14枚目 3–4          |
| 1995年 （平成7年） | 西序二段30枚目 3–4        | 東序二段55枚目 6–1      | 東三段目93枚目 4–3      | 西三段目75枚目 2–5          | 西序二段10枚目 4–3      | 西三段目89枚目 2–5          |
| 1996年 （平成8年） | 西序二段20枚目 6–1        | 東三段目63枚目 4–3      | 西三段目44枚目 2–5      | 西三段目72枚目 3–4          | 東三段目89枚目 3–4      | 西序二段5枚目 4–3           |
| 1997年 （平成9年） | 西三段目85枚目 6–1        | 東三段目32枚目 1–6      | 東三段目69枚目 4–3      | 西三段目50枚目 3–4          | 西三段目68枚目 4–3      | 西三段目50枚目 2–5          |
| 1998年 （平成10年） | 西三段目74枚目 4–3        | 西三段目56枚目 4–3      | 東三段目43枚目 2–5      | 東三段目63枚目 2–5          | 西三段目85枚目 2–5      | 西序二段9枚目 4–3           |
| 1999年 （平成11年） | 東三段目93枚目 2–5        | 西序二段17枚目 4–3      | 西三段目98枚目 4–3      | 西三段目78枚目 3–4          | 西三段目88枚目 2–5      | 東序二段13枚目 2–5          |
| 2000年 （平成12年） | 東序二段39枚目 4–3        | 東序二段17枚目 1–6      | 西序二段47枚目 5–2      | 西序二段8枚目 6–1           | 西三段目55枚目 2–5      | 東三段目76枚目 3–4          |
| 2001年 （平成13年） | 西三段目96枚目 4–3        | 東三段目79枚目 2–5      | 東序二段筆頭 5–2        | 東三段目67枚目 3–4          | 西三段目84枚目 4–3      | 東三段目68枚目 4–3          |
| 2002年 （平成14年） | 東三段目51枚目 2–5        | 東三段目77枚目 3–4      | 東三段目98枚目 2–5      | 西序二段21枚目 3–4          | 東序二段42枚目 5–2      | 西序二段2枚目 2–5           |
| 2003年 （平成15年） | 西序二段31枚目 4–3        | 東序二段11枚目 3–4      | 東序二段30枚目 4–3      | 東序二段8枚目 5–2           | 西三段目74枚目 6–1      | 東三段目18枚目 0–7          |
| 2004年 （平成16年） | 東三段目69枚目 2–5        | 西三段目92枚目 3–4      | 東序二段11枚目 3–4      | 西序二段28枚目 4–3          | 西序二段8枚目 3–4       | 東序二段27枚目 5–2          |
| 2005年 （平成17年） | 東三段目92枚目 4–3        | 東三段目73枚目 4–3      | 東三段目56枚目 2–5      | 西三段目77枚目 2–5          | 西序二段6枚目 4–3       | 西三段目88枚目 4–3          |
| 2006年 （平成18年） | 西三段目69枚目 1–6        | 東序二段8枚目 4–3       | 西三段目89枚目 3–4      | 東序二段5枚目 2–5           | 東序二段34枚目 3–4      | 東序二段54枚目 5–2          |
| 2007年 （平成19年） | 西序二段13枚目 5–2        | 東三段目83枚目 2–5      | 東序二段13枚目 4–3      | 東三段目93枚目 3–4          | 西序二段9枚目 2–5       | 東序二段39枚目 4–3          |
| 2008年 （平成20年） | 西序二段14枚目 2–5        | 東序二段42枚目 4–3      | 東序二段16枚目 3–4      | 西序二段34枚目 4–3          | 西序二段9枚目 0–4–3     | 西序二段69枚目 5–2          |
| 2009年 （平成21年） | 西序二段32枚目 4–3        | 西序二段11枚目 3–4      | 東序二段33枚目 2–5      | 東序二段70枚目 4–3          | 西序二段43枚目 5–2      | 東序二段5枚目 2–5           |
| 2010年 （平成22年） | 東序二段39枚目 4–3        | 東序二段16枚目 5–2      | 西三段目84枚目 2–5      | 東序二段15枚目 3–4          | 西序二段36枚目 3–4      | 西序二段64枚目 4–3          |
| 2011年 （平成23年） | 西序二段35枚目 3–4        | 八百長問題 により中止   | 西序二段61枚目 5–2      | 東序二段9枚目 2–5           | 西序二段40枚目 4–3      | 東序二段22枚目 3–4          |
| 2012年 （平成24年） | 西序二段45枚目 3–4        | 西序二段71枚目 4–3      | 西序二段44枚目 4–3      | 西序二段19枚目 3–4          | 西序二段45枚目 4–3      | 西序二段20枚目 3–4          |
| 2013年 （平成25年） | 西序二段42枚目 4–3        | 東序二段16枚目 3–4      | 東序二段46枚目 3–4      | 西序二段71枚目 3–4          | 西序二段84枚目 6–1      | 東序二段11枚目 3–4          |
| 2014年 （平成26年） | 東序二段31枚目 1–6        | 西序二段68枚目 4–3      | 東序二段41枚目 3–4      | 東序二段64枚目 4–3          | 東序二段35枚目 5–2      | 東三段目99枚目 3–4          |
| 2015年 （平成27年） | 東序二段19枚目 2–5        | 西序二段50枚目 4–3      | 東序二段25枚目 3–4      | 西序二段44枚目 4–3          | 西序二段20枚目 3–4      | 西序二段45枚目 4–3          |
| 2016年 （平成28年） | 西序二段21枚目 5–2        | 西三段目86枚目 1–6      | 東序二段28枚目 5–2      | 西三段目93枚目 1–6          | 東序二段32枚目 3–4      | 西序二段57枚目 4–3          |
| 2017年 （平成29年） | 東序二段30枚目 2–5        | 西序二段60枚目 4–3      | 西序二段28枚目 2–5      | 西序二段61枚目 4–3          | 東序二段35枚目 2–5      | 東序二段71枚目 5–2          |
| 2018年 （平成30年） | 東序二段26枚目 2–5        | 東序二段53枚目 3–4      | 西序二段79枚目 4–3      | 西序二段51枚目 3–4          | 東序二段78枚目 4–3      | 東序二段52枚目 2–5          |
| 2019年 （平成31年 /令和元年） | 東序二段86枚目 4–3        | 東序二段56枚目 0–7      | 西序ノ口4枚目 5–2       | 西序二段61枚目 1–6          | 東序二段104枚目 2–5     | 西序ノ口5枚目 4–3           |
| 2020年 （令和2年） | 西序二段75枚目 2–5        | 西序二段99枚目 4–3      | 感染症拡大 により中止   | 西序二段68枚目 2–5          | 東序二段84枚目 3–4      | 東序二段101枚目 1–6         |
| 2021年 （令和3年） | 東序ノ口9枚目 4–3         | 西序二段77枚目 2–5      | 西序二段94枚目 3–4      | 東序二段100枚目 3–4         | 西序二段101枚目 4–3     | 西序二段59枚目 1–6          |
| 2022年 （令和4年） | 西序二段89枚目 引退 2–5–0 | x                       | x                       | x                           | x                       | x                           |
| 各欄の数字は、「勝ち-負け-休場」を示す。 優勝 引退 休場 十両 幕下 三賞：敢=敢闘賞、殊=殊勲賞、技=技能賞 その他：★=金星 番付階級：幕内 - 十両 - 幕下 - 三段目 - 序二段 - 序ノ口 幕内序列：横綱 - 大関 - 関脇 - 小結 - 前頭（「#数字」は各位内の序列） |                           |                         |                         |                             |                         |                             |

## 改名歴
- 山口 大作（やまぐち だいさく）1986年3月場所
- 立山口 大作（たつやまぐち -）1986年5月場所 - 1999年5月場所
- 華吹 大作（はなかぜ -）1999年7月場所 - 2022年1月場所

## 主なメディア出演

### TV出演
- 「密着！すもう部屋物語～第四幕～」（BS日テレ、2020年1月10日）